# Tokyo MX
Công ty cổ phần Tokyo Metropolitan Television (東京メトロポリタンテレビジョン株式会社 Tōkyō Metoroporitan Terebijon Kabushiki-kaisha), viết tắt Tokyo MX (trước đây JOMX-TV) là đài truyền hình thương mại tại thủ đô Tokyo, Nhật Bản, phát sóng phục vụ riêng cho thành phố này. Đài cạnh tranh với những đài truyền hình hàng đầu của Nhật Bản như Nippon Television, TV Asahi, NHK, Tokyo Broadcasting System, TV Tokyo, và Fuji Television. Tokyo MX được thành lập vào ngày 30 tháng 4 năm 1993 và bắt đầu phát sóng vào ngày 1 tháng 11 năm 1995. Trong số những cổ đông của đài có Chính quyền thành phố Tokyo, Tokyo FM và Sony.
Tokyo MX phát sóng hội nghị báo chí của thị trưởng Tokyo mỗi tuần; họ là đài truyền hình chủ nhà của F.C. Tokyo và câu lạc bộ bóng chày Hanshin Tigers.